# Петър Козаров
Петър Тодоров Козаров е български агроном, ботаник, учител и благодетел, първият български специалист по физиология на растенията.

## Биография
Роден е на 25 март 1873 г. в Сливен. През 1892 г. завърша с отличие Сливенската гимназия. С държавна стипендия учи естествени науки в Лайпциг, където през 1896 г. защитава докторска дисертация на тема „Einfluss verschiedener äusseren Factoren auf die Wasseraufnahme der Pflanzen“ („Влияние на различни външни фактори върху водоприемането на растенията“). Научен ръководител му е химикът и физиолог проф. Вилхелм Пфефер. Това е първият печатан научен труд по физиология на растенията на български език. В периода 1897 – 1899 г. е учител в Пловдивската мъжка гимназия. През 1898 г. основава в Пловдив клон на Българското природоизпитателно дружество. Избран е и за секретар на гражданския комитет по залесяването на тепетата в Пловдив. След това е преместен в Софийската мъжка гимназия и е командирован в Ботаническия институт на Софийския университет. Кандидатира се за доцент, но Академичният съвет избира Стефан Петков. Разочарован от това, през лятото на 1901 г. напуска Софийския университет. Година по-късно прекратява и учителската си дейност. От февруари 1903 г. работи в Министерство на търговията и земеделието. От там е изпратен на двегодишна специализация по фитопатология и организация на земеделското опитно дело в Германия, Франция и Италия. След завръщането си основава и ръководи Държавната земеделска опитна станция „Образцов чифлик“ край Русе и Централната земеделска опитна станция в София. В Образцов чифлик започва издаването на „Трудове на Държавната земеделска опитна станция в Образцов чифлик край Русе“. От 1911 до 1934 г. е висш чиновник в Българска земеделска кооперативна банка. Допринася за въвеждането на земеделските застраховки. През 1926 г. става член основател на Българското ботаническо дружество. През 1947 г., по предложение на акад. Даки Йорданов, е избран за почетен член на Българското природоизпитателно дружество. Умира на 30 април 1957 г. в София.

## Научна дейност
Петър Козаров се занимава със задълбочени научни изследвания върху физиологията на растенията. Важни са опитите му за съпоставяне на водоприемането, транспирацията и сълзенето на живи облистени клонки и изсъхнали дървесни клонки, които са подложени на ниски температури. Той е сред основоположниците на микологичните проучвания в България. Съобщава за нови 16 рода и 38 вида за гъбната флора на България. Проявява интерес към фитофолклора. През 1925 г. публикува статията „Български народни названия на растенията“, в която съобщава народни имена на около 800 вида растения. Превежда от немски език няколко научни статии и книги с теоретичен и практичен интерес за специалистите и по-широк кръг читатели в България.
На негово име е наречен един род гъби – Kosarowia и два вида – Thyrostroma kosaroffii и Macrosporium kosaroffii.
Потвърждава данните, че с понижаване на температурата до 0 °C водоприемането при растенията се понижава. Първи изследва способността на корените да приемат вода под 0 °C и установява, че това е възможно да става в минимални количества и от лед. Също така установява, че локалното изстудяване на стъблото до и под 0 °C забавя придвижването на приетата от корените вода.
Разширява изследванията на други автори за влиянието на въглеродния диоксид върху водоприемането и за първи път проучва действието на водорода. Резултатите от опитите му показват, че освен непрякото влияние на водорода и въглеродния диоксид върху водоприемането чрез изместване на кислорода във водната среда, специално въглеродният диоксид оказва и пряко увреждащо действие на живите клетки.
Изследва водоприемането през отрязана повърхност на зимно обезлистени клонки под влияние на различни външни фактори – светлина, температура, въглероден диоксид, разтвори на алкохол, етер, сублимат. Установява, че ниските температури намаляват, докато високите увеличават водоприемането, а също и че разредените разтвори на сублимат не влияят, но концентрираните повишават водната абсорбация.
Извършва изследвания върху адсорбционната способност на изстудени до 0 °C или слабо отровени корени под въздействието на наркотици, киселини и други подобни вещества. Изкуствено увредените корени проявяват по-слаба чувствителност в сравнение с нормалните. В резултат на това адсорбционната им способност значително се променя. Ниските концентрации на неорганични и органични киселини, основи, алкалоиди, органични разтворители и др. оказват известен стимулиращ ефект върху водоприемането на растенията с нормални корени, а високите концентрации винаги инхибиращ.

## Дарителство
Петър Козаров основава фонда за подпомагане при Първа софийска девическа гимназия, Централния земеделско-изследователски институт в София, Земеделската опитна и контролна станция в Образцов чифлик край Русе, два при Сливенския общинския съвет и три при Сливенската мъжка гимназия „Д. П. Чинтулов“.
В първия фонд дарява средства в памет на трагично загиналата през 1929 г. учителка по математика Стефка Димитриева, секретар-касиер на създадения от него Родителски комитет към Първа софийска девическа гимназия, където учи неговата дъщеря. По решение на учителския съвет от него ежегодно се дава награда на абитуриентка, която притежава „благородните качества на покойната“. Капиталът на фонда е вложен в Българската земеделска кооперативна банка. Към юли 1943 г. възлиза на 33 601 лв.
По повод 40-годишнината от завършването на гимназията от 1932 г. започва да дава ежегодна награда от 1000 лв. на проявил се ученик в конкурса по красноречие, провеждан между зрелостниците на Сливенската мъжка гимназия „Д. П. Чинтулов“. Десет години по-късно, във връзка с отбелязването на 50-годишнината от завършването на гимназията, с писмо от 25 ноември 1941 г. съобщава на директора, че за да осигури завинаги наградата от 1000 лв., дарява 20 000 лв., които са внесени в Българска народна банка. Капиталът се влага винаги в облигации от български държавни заеми. Целта му е от лихвите да се дава ежегодно, в края на учебната година, награда в размер на 1000 лв. на завършил зрелостник, победител при публично състезание в конкурса по красноречие. Ако през някоя година не се дава награда, сумата се прибавя към капитала. Участват завършилите абитуриенти с теми от материала, който се изучава по литература, история, философия, биология или други науки. Темите се развиват и възпроизвеждат устно след 24 часа пред комисия, съставена от съответните преподаватели и директора. Всеки кандидат е длъжен да издекламира и стихотворение с патриотичен характер, предварително прегледано и одобрено от комисията. Изборът става от комисията с тайно гласуване и подлежи на одобрение от учителския съвет.
През 1941 г. Общинският съвет в Сливен получава сумата от 1000 лв. за награждаване на най-сполучливия труд (списание, брой, статия), написан през годината, върху стопанското и социалното развитие и подобрението на града. Преценката на премирания труд се извършва от комисия, в която влизат представители на общината, Българска земеделска кооперативна банка и Икономическото дружество.
За Сливенския общински съвет прави дарение от 2000 лв. и облигации от Българския държавен заем (1941) на стойност 20 000 лв. за създаване на фонд „Награди за инициативи“. Тъй като фондът не изпълнява своето предназначение, по негова молба Временната управа на общината с решение от 6 юли 1948 г. прехвърля фонда към Сливенската мъжка гимназия за отпускане на награди на бедни и способни ученици.
С друго свое дарение образува фонд при Сливенската мъжка гимназия с цел даване на награди на ученици, завършили пети и осми клас, проявили се в благовъзпитание. Предоставеният първоначален капитал от 20 000 лв. е приет на 11 март 1943 г. от учителския съвет, който избира комисия за изработване правилник на фонда.
На 31 август 1943 г. прави дарение в размер на 100 000 лв. на Министерство на земеделието и държавните имоти. С Постановление на Министерски съвет от 10 септември 1943 г. е разрешено на Министерството да приеме дарението и да го използва съгласно волята на дарителя за образуване на два фонда към него. С 60 000 лв. от общата дарена сума се образува фонд при Централния земеделско-изследователски институт в София. Лихвите са предназначени за ежегодна награда на най-добрия научен труд, който допринася за бързото подобрение и увеличение на дохода от българското земеделско стопанство, публикуван от Централния земеделско-изследователски институт в София. С 40 000 лв. от дарената през 1943 г. обща сума се образува фонд „д-р П. Козаров“ при Земеделската опитна и контролна станция в Образцов чифлик при Русе. Лихвите се дават ежегодно като награда на най-добрия научен труд, който допринася за бързото подобрение и увеличение на дохода от българското земеделско стопанство, публикуван от Земеделската опитна и контролна станция в Образцов чифлик.
През 1946 г. по повод 50-годишнината от завършване на висшето си образование прави ново дарение на гимназията, с което осигурява ежегодна награда на първенеца от абитуриентите при годишния акт.